# Микаел Мадар
Микаел Мадар (фр. Mickaël Madar; Париз, 8. мај 1968) бивши је француски фудбалер.

## Каријера
Започео је фудбалску каријеру 1987. године у Сошоу. У својој дебитантској сезони играо је на 8 првенствених утакмица и није постигао ниједан гол. Сошо је испао у Другу лигу, у којој је Мадар постигао 8 голова на 18 наступа. Тим је заузео прво место на табели другог ранга такмичења и вратио се у елитно такмичење француског фудбала. У лето 1989. Мадар је отишао у Стаде Лавал. Међутим, тамо је провео само једну сезону, након чега се вратио у Сошо, где је играо наредне две године.
Мадар је 1992. године потписао уговор са Каном. Постигао је 16 голова на 27 мечева, значајно је допринео уласку свог тима у Дивизију 1. У првој лиги Мадар је такође приказао добре игре — постигао је 10 погодака и био најбољи стрелац екипе. Од 1994. године играо је за АС Монако.
После две године проведене у тиму из Кнежевине, прешао је у шпански тим Депортиво ла Коруња. Са њим је заузео треће и дванаесто место на табели Примере Дивисион, али је дуго био ван тима због повреде, пошто је сломио ногу. Након опоравка од повреде, у јануару 1998. Мадар је постао играч енглеског Евертона.
Током сезоне 1998/99, отишао је у Париз Сен Жермен, где је играо до 2001. године. Потом је на годину дана потписао за УС Кретеј. Године 2002. завршио је играчку каријеру.

## Репрезентација
За репрезентацију Француске је дебитовао 11. октобра 1995. године у гостима против Румуније. Био је у саставу репрезентације за Европско првенство 1996. На овом турниру Французи су стигли до полуфинала, у којем су изгубили након извођења једанаестераца од Чешке републике. Укупно је за национални тим одиграо 3 утакмице и постигао 1 гол.